# Montornès del Vallès
Montornès del Vallès – gmina w Hiszpanii, w prowincji Barcelona, w Katalonii, o powierzchni 10,25 km². W 2011 roku gmina liczyła 16 192 mieszkańców.